# Jamie Cullum
Jamie Cullum, född 20 augusti 1979, är en engelsk jazz- och popartist, sångare, pianist och låtskrivare. 
Cullum debuterade 1999 med albumet Heard It All Before som bara gjordes i 600 exemplar. Originalen kan hittas på eBay för flera tusen kronor. Efter detta album kom bästsäljaren Pointless Nostalgic som ledde till att han 2003 kunde skriva kontrakt med Universal Music, som vann kampen om att få släppa Jamies tre kommande skivor över Sony Music Entertainment. I oktober 2003 släppte Jamie Cullum sitt tredje album,Twentysomething, som snabbt blev det mest sålda jazzalbumet genom tiderna i Storbritannien. I USA var hans genombrott låten "All At Sea" tätt följt av Radiohead-covern "High and Dry". 26 september 2005 släpptes albumet Catching Tales. 
I oktober 2005 åkte Cullum ut på en världsturné för att marknadsföra Catching Tales. Turnén pågick till december 2006. Efter detta valde han att ägna år 2007 åt att skriva låtar till ett nytt album och att arbeta med andra sidoprojekt. Ett av dessa projekt var att han i november turnerade i Storbritannien som gästartist åt basisten Geoff Gascoyne. 2008 gjorde Jamie en låt till Clint Eastwoods film Gran Torino som fick samma namn som filmen.

## Diskografi (urval)
Studioalbum
- 1999 – Heard It All Before
- 2002 – Pointless Nostalgic
- 2003 – Twentysomething
- 2005 – Catching Tales
- 2009 – The Pursuit
- 2013 – Momentum
- 2014 – Interlude

Livealbum
- 2006 – Live at Ronnie Scott's